# 滝原町
滝原町（たきはらちょう）は三重県度会郡にあった村。現在の大紀町の中心部、大内山川の中流域にあたる。本項では町制前の名称である滝原村（たきはらむら）についても述べる。

## 地理
- 山岳：浅間山、網掛山
- 河川：大内山川、頓登川、奥河内川、西山川

## 歴史
- 1889年（明治22年）4月1日 - 町村制の施行により、三瀬川村・船木村・野後村・阿曽村の区域をもって滝原村が発足。
- 1940年（昭和15年）2月11日 - 滝原村が町制施行して滝原町となる。
- 1956年（昭和31年）9月30日 - 七保村と合併して大宮町が発足。同日滝原町廃止。

## 交通

### 鉄道路線
- 日本国有鉄道
  - 紀勢東線（現・紀勢本線）
    - 阿曽駅

滝原駅は隣接する宮川村に所在。

### 道路
- 国道170号（現・国道42号）

現在は旧村域を紀勢自動車道が通過するが、当時は未開通。

## 名所・旧跡・観光スポット・祭事・催事
- 瀧原宮
  - 若宮神社
  - 長由介・川島神社
- 多岐原神社
- 阿曽温泉